# Monitor (extinció d'incendis)

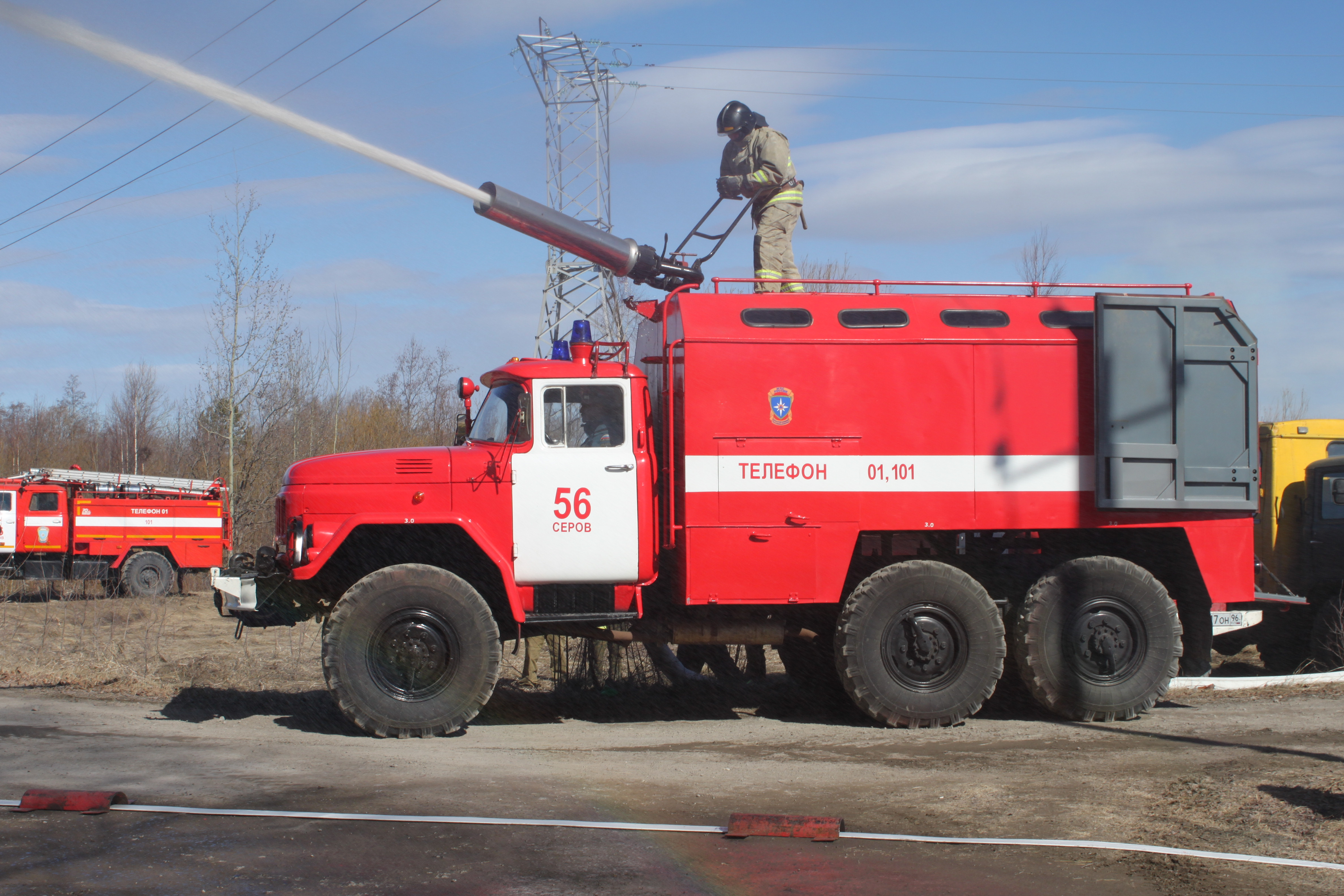
Monitor fix al sostre d'una autobomba

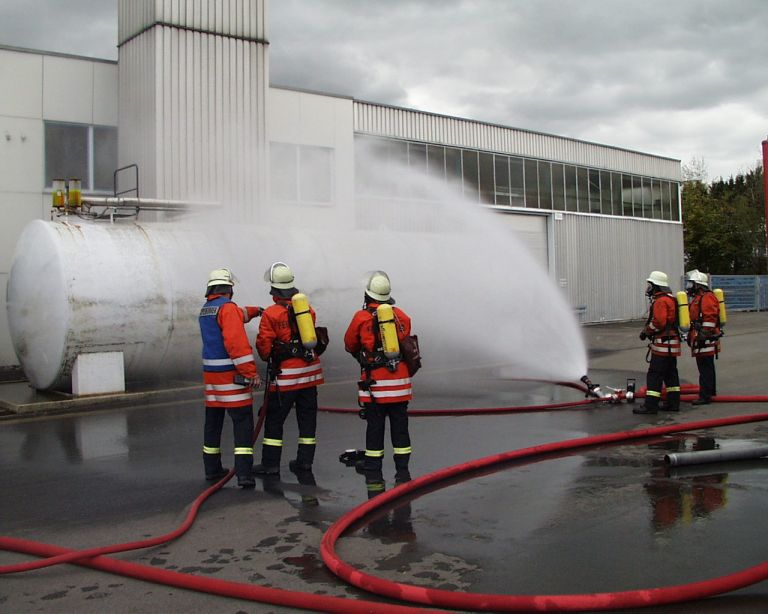
Utilització d'un monitor petit per a refrigerar un dipòsit

El monitor per a l'extinció d'incendis és un tub de projecció d'agent extintor que s'utilitza muntat sobre un suport, fix o mòbil, de gir azimutal i zenital. Té un cabal i un abast superior a la llança. S'utilitza quan la demanda d'aigua o escuma és molt gran i es vol cobrir una llarga distància amb la descàrrega. Pot ser dirigit per un sol bomber, a diferència de les mànegues amb llança, que normalment requereixen que diversos bombers treballin en equip.
Un monitor comporta riscos quan s'utilitza en un entorn urbà. Mai s'hauria de projectar a un edifici amb gent a l'interior, ja que la força podria enderrocar un mur de càrrega en una estructura i aixafar víctimes. A més, el vapor derivat de l'elevat volum d'aigua podria provocar un esclat o desplaçar l'oxigen d'una zona tancada, creant un risc d'asfíxia per als ocupants.

## Tipus

### Monitor fix
Els monitors fixos estan instal·lats en una posició estàtica, en hidrants, al sostre d'una autobomba, a la cistella d'una autoescala, en vaixells de bombers, remolcadors, etc. També s'instal·len per a la protecció de grans dipòsits de combustible o de productes inflamables.

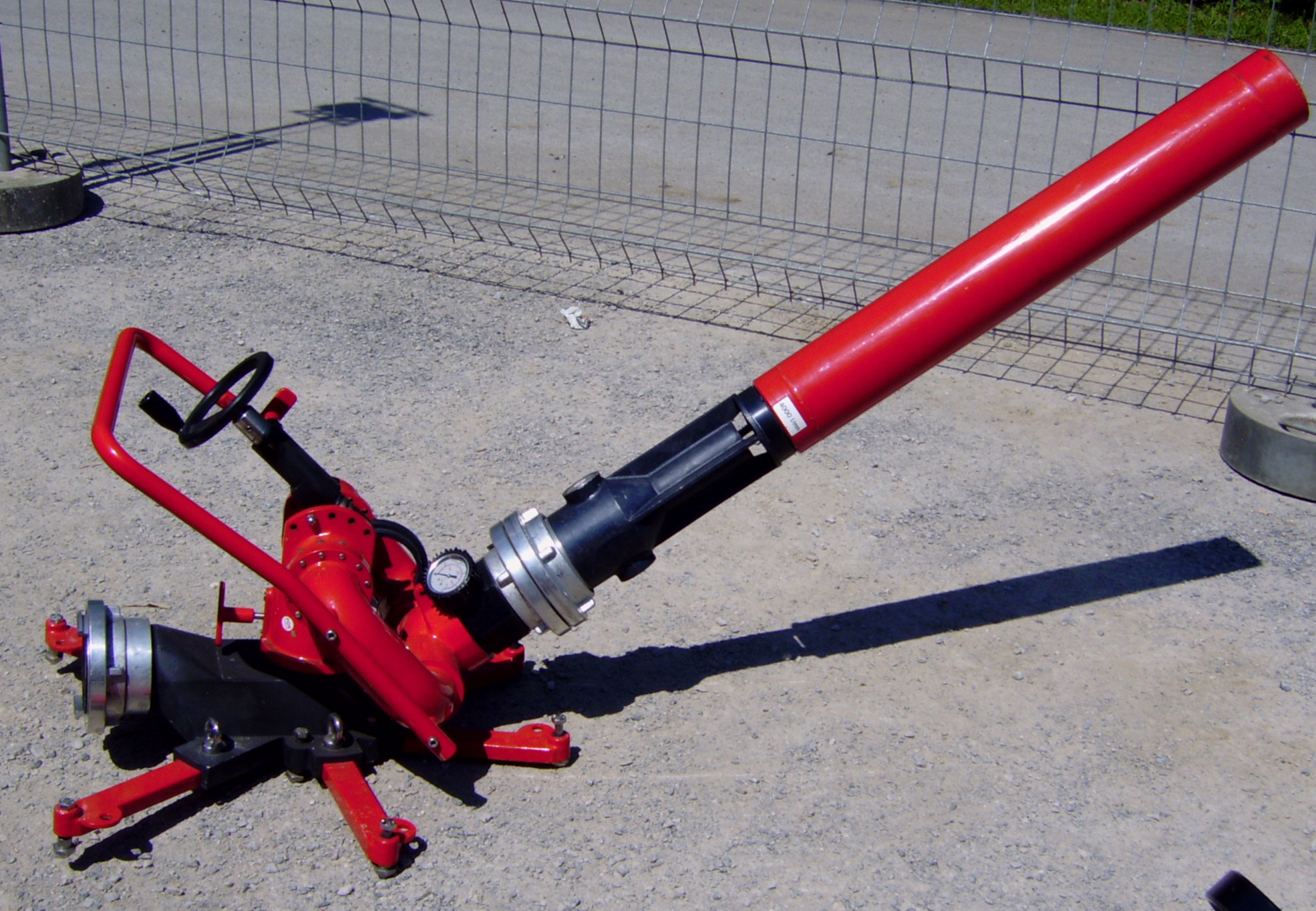
Monitor mòbil d'escuma

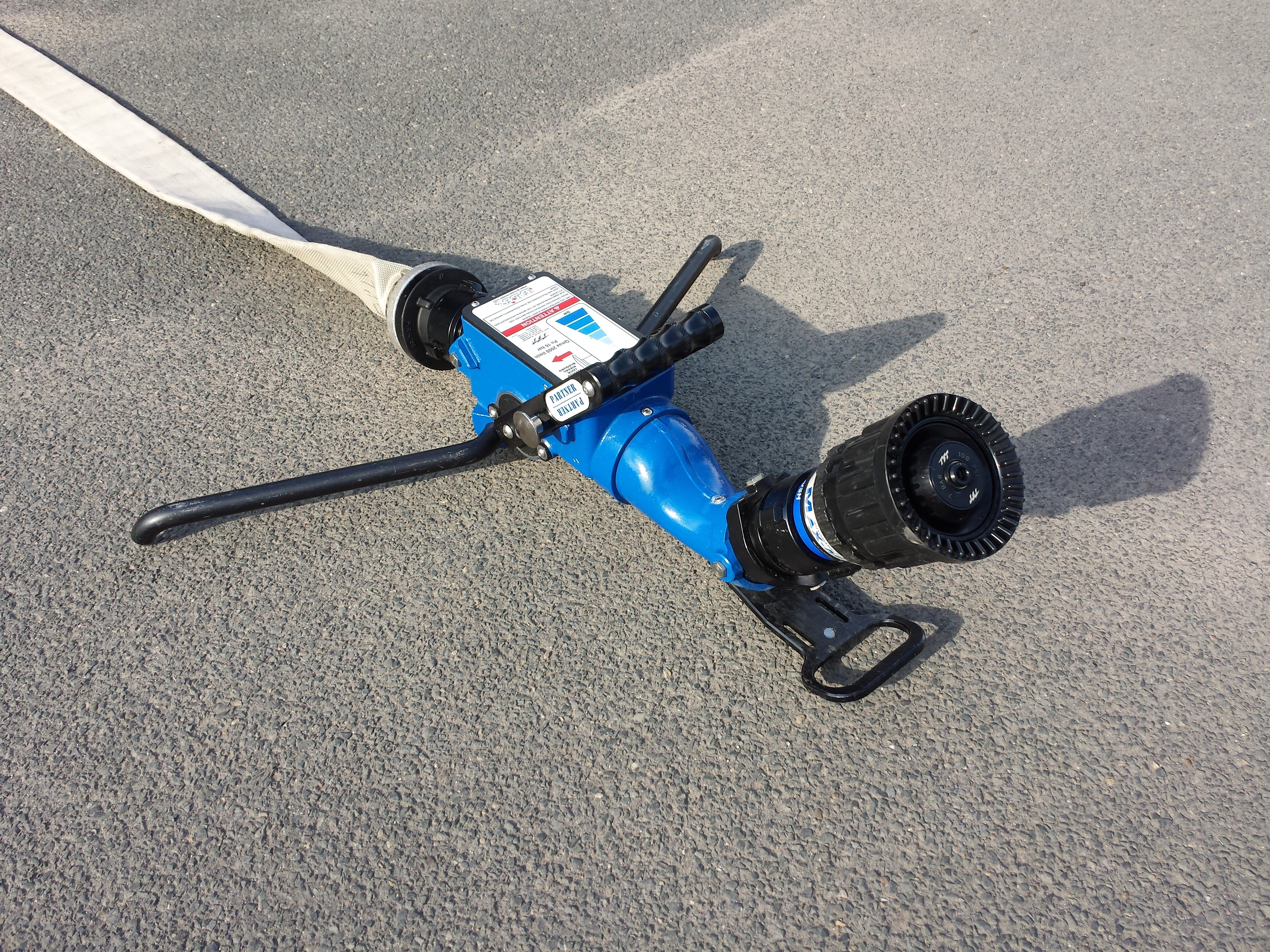
Monitor mòbil d'aigua

### Monitor mòbil
Els monitors mòbils poden desplaçar-se en funció de les circumstàncies de l'incendi, avançant o retrocedint, ja que estan alimentats per mànegues. Aquesta opció permet que un bomber instal·li el monitor per a aplicar l'aigua al foc, i el deixi actuant per a dedicar-se a altres tasques.

## Capacitat
El monitors poden descarregar uns 7.600 litres per minut. Els monitors fixos sobre una autobomba o a la cistella d'una autoescala acostumen a tenir un cabal de 1.300 litres per minut. El monitor ha de ser capaç de descarregar 1750 l/min a una pressió de 7 Kg/cm2. L'abast horitzontal del raig d'aigua serà de 45 m a 60 m, i el llançament vertical serà de 20 m a 30 m.
El monitor més gran i suposadament més potent per a la lluita contra incendis s'ha desenvolupat i provat a la ciutat d'Åmål, Suècia. Es diu que el canó és capaç de llançar aigua fins a 200 metres amb un cabal que supera els 81.000 litres per minut.